# Каспер, Зигфрид Йост
Зигфрид Йост Каспер (нем. Siegfried Jost Casper; (12 января 1929, Ольбернхау, Германия — 13 июня 2021, Дрезден, Германия) — немецкий биолог, основными исследованиями которого были лимнология и ботаника, в особенности род многолетних насекомоядных растений жирянки (Pinguicula) семейства Пузырчатковые (Lentibulariaceae).

## Научная деятельность
Совместно с Хайнцем-Дитером Краушем он опубликовал фундаментальный справочник по пресноводной флоре Центральной Европы. Много лет он изучал восточногерманское озеро Гросер-Штехлинзе и реку Зале. В 1966 году опубликовал монографию рода Pinguicula, которая используется и по сей день. Описал не менее 14 новых видов, из которых в 2007 году были описаны Pinguicula lippoldii и Pinguicula tellensis. Каспер возглавлял Ботанический сад Йенского университета имени Фридриха Шиллера и с 1990 года до своей смерти был членом «Akademie Gemeinnütziger Wissenschaften» в Эрфурте.

## Избранная библиография
- Monographie der Gattung Pinguicula L., (Bibliotheca Botanica, Heft 127/128), 1966, Stuttgart.